# José Eduardo dos Santos
José Eduardo dos Santos (Luanda, 28. kolovoza 1942. - Barcelona, 8. srpnja 2022.), angolski političar i predsjednik. Godine 1961. osnovao je omladinsku organizaciju MPLA (Narodni pokret za oslobođenje Angole), no iste godine odlazi u SSSR gdje se školuje i usavršava do 1974. godine. Kad je Angola 1975. izborila nezavisnost od Portugala, imenovan je ministrom vanjskih poslova, a 1978. godine ministrom planiranja. Predsjednikom Angole prvi puta postao je 10. rujna 1979. godine. Na vlasti je zamijenio Agostinha Neta, prvog predsjednika Angole koji je umro.

## Rani život
José Eduardo dos Santos rodio se 28. kolovoza 1942. godine u Luandi, Angoli. Sin je Avelina Eduarda i Jacinte José Paulino. Osnovnu školu pohađao je u Luandi, a srednje obrazovanje stekao je u Liceu Salvador Correia, danas zvanom Mutu ya Kevela. Tijekom školovanja, dos Santos pridružio se MPLA-u, što je označilo početak njegove političke karijere. Zbog represije kolonijalne vlade, dos Santos otišao je u egzil u susjedni Kongo-Brazzaville 1961. godine. Odatle je surađivao s MPLA-om i ubrzo postao službeni član stranke. Da bi nastavio sa svojim obrazovanjem, preselio se u Sovjetski Savez, gdje je do 1969. godine stekao diplomu inženjera nafte i radarskih komunikacija. Kada se vratio u Angolu, 1970., služio je u vojsci 3 godine. Bio je predstavnik MPLA-e u Jugoslaviji, Zairu i u Kini prije nego što je izabran u Središnji odbor i Politbiro MPLA-e u Moxicu 1974.

## Politika
Nakon smrti prvog predsjednika Angole, Agostinha Neta, 10. rujna 1979., José Eduardo dos Santos izabran je za predsjednika MPLA 20. rujna 1979., a dužnost je preuzeo kao predsjednik Angole i vrhovni zapovjednik oružanih snaga 21. rujna. Također je izabran za predsjednika Narodne skupštine 9. studenoga 1980. 2001. godine, San Santos je najavio da će odstupiti na sljedećim predsjedničkim izborima. Međutim, 2003. ponovno je izabran za šefa MPLA-a i nisu se održali daljnji predsjednički izbori, unatoč tome što su najavljeni za 2006., zatim 2007. i konačno 2009. Nakon parlamentarnih izbora 2008. godine na kojima je vladajuća MPLA izborila pobjedu, stranka je započela rad na novom ustavu koji je uveden početkom 2010. Prema odredbama novog ustava, čelnik stranke s najviše mjesta u parlamentu automatski postaje predsjednik države. José Eduardo dos Santos navodno je izbjegao pokušaj atentata 24. listopada 2010. godine kada mu je vozilo pokušalo presresti automobil dok se s obitelji vraćao s plaže. Njegova pratnja otvorila je vatru usmrtivši dva putnika u vozilu.  Dos Santos objavio je 11. ožujka 2016. da se planira povući u 2018. godini. Optužen je da je vodio jedan od najkorumpiranijih režima u Africi ignorirajući ekonomske i socijalne potrebe Angole i usredotočujući svoje napore na prikupljanje bogatstva za svoju obitelj i ušutkivanje svoje opozicije, dok gotovo 70% stanovništva živi s manje od 2 dollara. Dos Santos se obogatio kad je prvi put preuzeo vlast, ali je tek počeo skupljati svoju nevjerojatno veliku imovinu tijekom i nakon angolskih građanskih ratova. Kad je došlo do prekida vatre i kada su se veliki dijelovi gospodarstva djelomično privatizirali, preuzeo je kontrolu nad nekoliko poduzeća i industrija u nastajanju. Pomogao je organizirati slična preuzimanja nekoliko drugih industrija prirodnih resursa.

## Privatni život
José Eduardo dos Santos ženio se tri puta i od supruga ima šestero djece. Njegova prva supruga bila je Ruskinja Tatiana Kukanova, koju je upoznao dok je studirao u Azerbajdžanu.  On i njegova obitelj stekli su značajno osobno bogatstvo. Sredinom 2017. godine dva je puta putovao u Barcelonu u Španjolskoj u višetjedne posjete za koje se pričalo da su povezani s medicinskim problemom. Vlada je priznala da je prvi posjet bio povezan s njegovim zdravljem. Nije dato službeno objašnjenje za njegov drugi posjet. Osim portugalskog, tečno govori i španjolski, francuski i ruski.  